# Victorinox

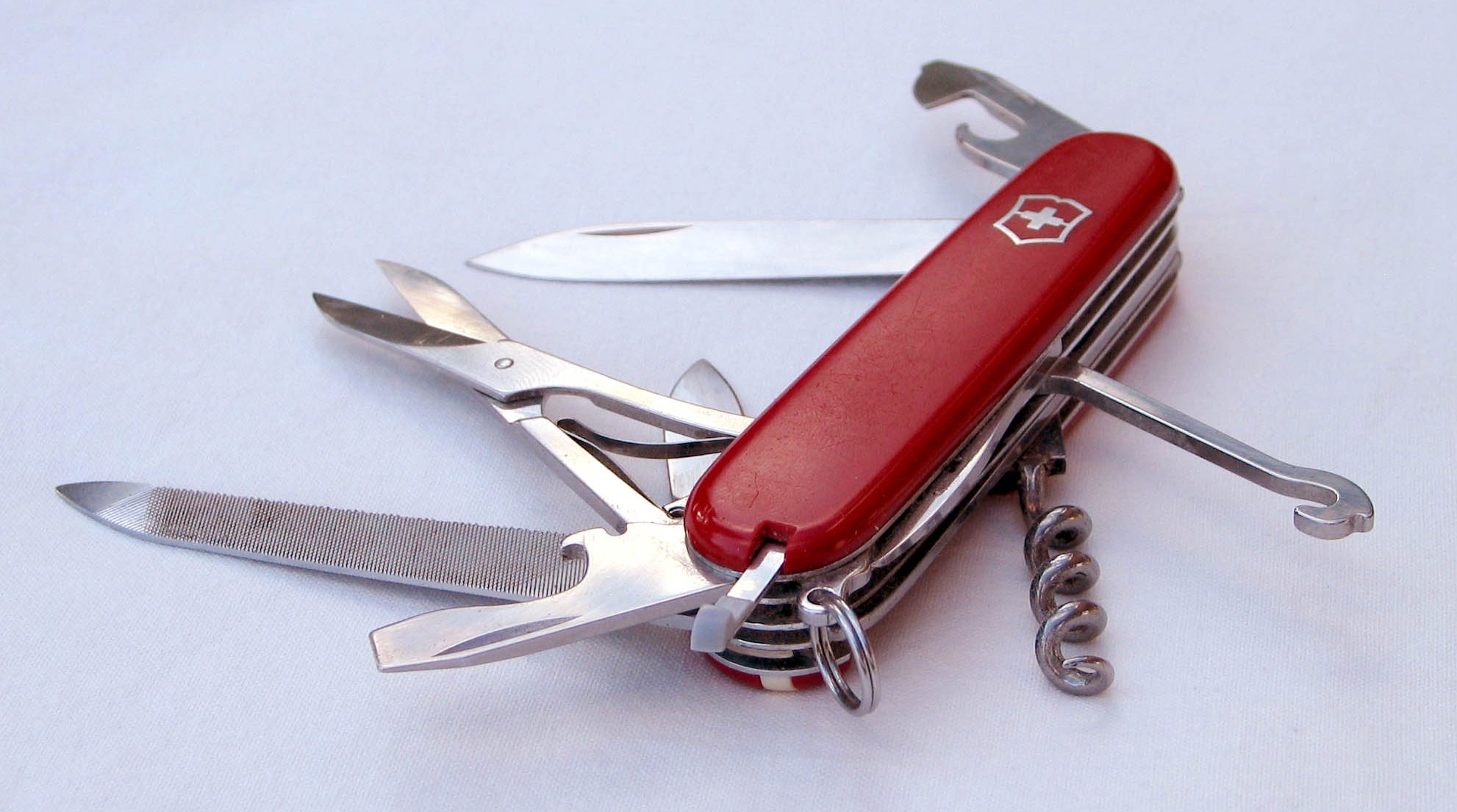

Victorinox AG – szwajcarskie przedsiębiorstwo zajmujące się produkcją noży, scyzoryków oraz akcesoriów kuchennych z siedzibą w szwajcarskim mieście Ibach, w kantonie Schwyz. Znane jest przede wszystkim jako jeden z dwóch oficjalnych dostawców szwajcarskich noży oficerskich.

## Historia
Przedsiębiorstwo zostało założone w roku 1884 przez Karla Elsenera. W 1890 założył on Stowarzyszenie Producentów Noży, mające promować współpracę producentów zaopatrujących armię szwajcarską, która do tej pory korzystała z niemieckich noży z Solingen. W efekcie od 1891 przedsiębiorstwo dostarczało noże dla armii szwajcarskiej. W dniu 12 czerwca 1897 Szwajcarski Nóż Oficerski i Sportowy został opatentowany. Model ten znany jest dziś na całym świecie jako szwajcarski nóż oficerski. I chociaż dziś znaczenie scyzoryka w armii jest mniejsze, to sam fakt z przeszłości stał się powodem międzynarodowego sukcesu. Szwajcarski nóż oficerski to obecnie rozwinięta kategoria scyzoryków licząca ponad 100 wzorów. Najbardziej znany symbol firmy – szwajcarski biały krzyż na czerwonej tarczy - jest używany przez Victorinox od roku 1909. Znak zarejestrowany jest w 120 krajach, choć dziś w Szwajcarii prawnie używanie tego symbolu do celów handlowych jest zabronione. Również od tego roku przedsiębiorstwo nosiło nazwę „Victoria”, nadaną przez założyciela przedsiębiorstwa, Karla Elsenera, na cześć swej zmarłej tego roku matki. W 1921, po wprowadzeniu stali nierdzewnej, tzw. „inox” (od francuskiego terminu acier inoxydable, oznaczającego stal nierdzewną) do swoich produktów, spółka przyjęła nazwę „Victorinox” („Victoria” + „Inox”).
W 1934, pod wpływem wizyty właściciela na targach w Lipsku, przy fabryce powstał pierwszy w Szwajcarii schron przeciwlotniczy. W tym czasie firma borykała się z problemami tworzonymi przez dumpingowe praktyki niemieckich wytwórców z Solingen. W czasie wojny Victorinox produkował noże wojskowe, bagnety i kordziki oficerskie dla wojska. Dla ochrony zakładu powołano straż przemysłową Betriebswehr, liczącą 15-19 mężczyzn w wieku ponad 50 lat. W roku 1941 na wypadek agresji niemieckiej sporządzono plany unieruchomienia wszystkich maszyn oraz ukrycia ważnych ich części w górach, tak, aby ewentualne zajęcie zakładów nie przyniosło Niemcom żadnych korzyści. Po wojnie produkty firmy stały się popularne wśród żołnierzy amerykańskich, w wyniku czego szwajcarski scyzoryk stał się najbardziej znanym symbolem Szwajcarii w USA.
26 kwietnia 2005 roku firma Victorinox przejęła firmę Wenger, innego oficjalnego dostawcę szwajcarskich noży oficerskich. Przez pierwsze kilka lat obie marki istniały niezależnie, ale od 1 stycznia 2014 zapowiedziano likwidację niezależnej maki Wenger i włączenie jej dotychczasowych produktów do podstawowej oferty Victorinoxa.
Obecnie spółka zatrudnia około 1.700 pracowników, w tym około 900 w kantonie Schwyz. W 2008 osiągnęła sprzedaż 485 milionów franków szwajcarskich. Roczna produkcja wynosi około 26 mln sztuk, z czego 6 mln przypada na szwajcarskie noże oficerskie, 7 milionów na inne narzędzia kieszonkowe a ponad 13 milionów na sprzęt dla gospodarstw domowych i profesjonalnych noży. Obecnie firma zarządzana jest przez Carla Elsener Jr., prawnuka założyciela Victorinox.

## Produkty

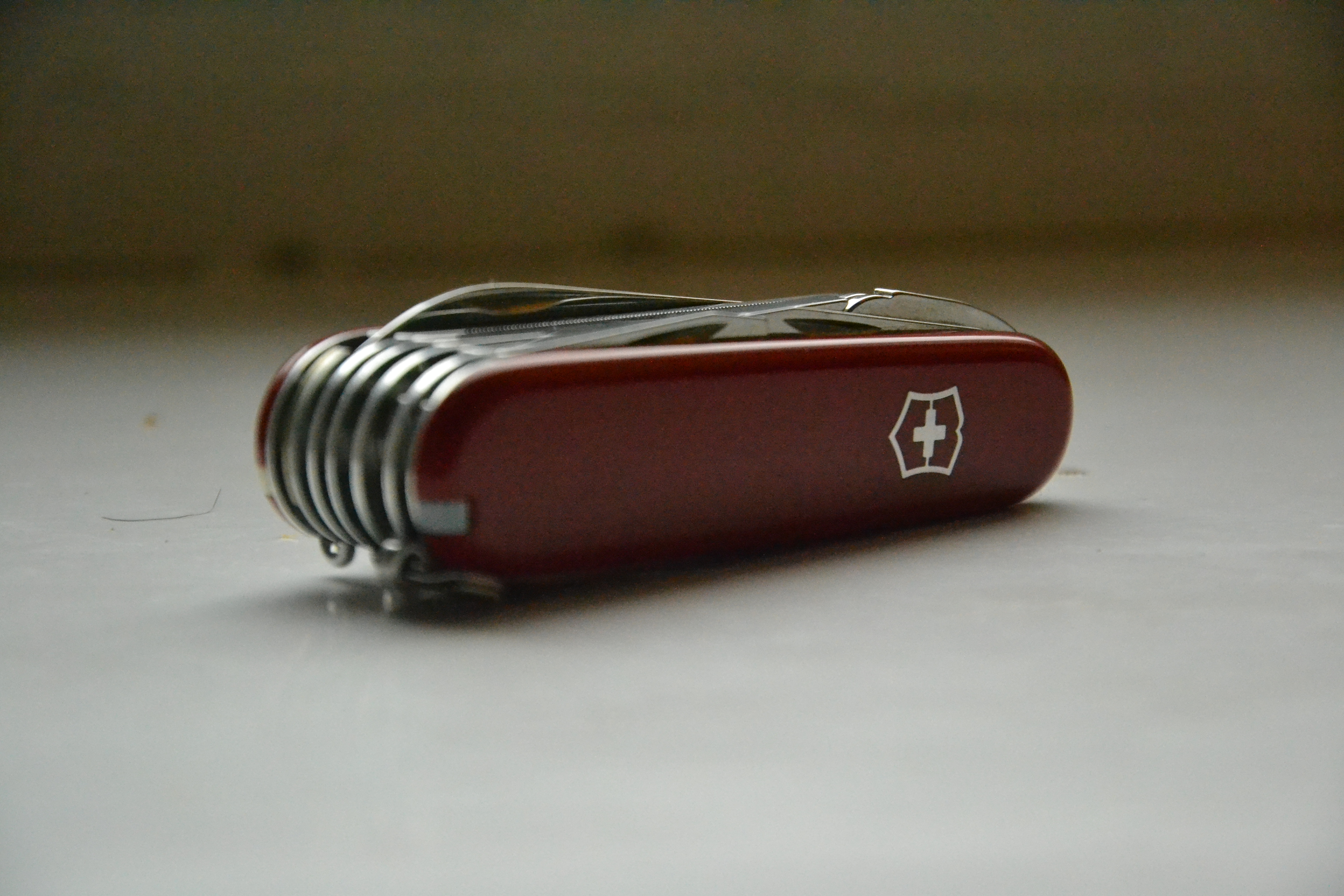
Scyzoryk Handyman 1.3773

Victorinox znane jest przede wszystkim jako jeden z dwóch oficjalnych dostawców szwajcarskich noży oficerskich (obok przedsiębiorstwa Wenger, które zostało przezeń przejęte wiosną 2005 roku).
Szwajcarski nóż oficerski jest szeroko stosowany poza wojskiem. Dla astronauty NASA nóż Victorinox jest wyposażeniem standardowym. Również wyprawy himalaistów, czy polarników zaopatrują się w sprzęt firmy. 
Victorinox produkuje także Swisscard. Jest to zestaw narzędzi złożony najczęściej z nożyczek, ostrza, pilnika do paznokci, śrubokrętu, długopisu, plastikowej wykałaczki i pęsety. Wszystko to schowane w formacie karty kredytowej z tworzywa sztucznego.
Kolejną serią produktów, wpisujących się w tradycyjną linię produkcji firmy, są wielofunkcyjne kombinerki - SwissTool i CyberTool dla komputerowców.

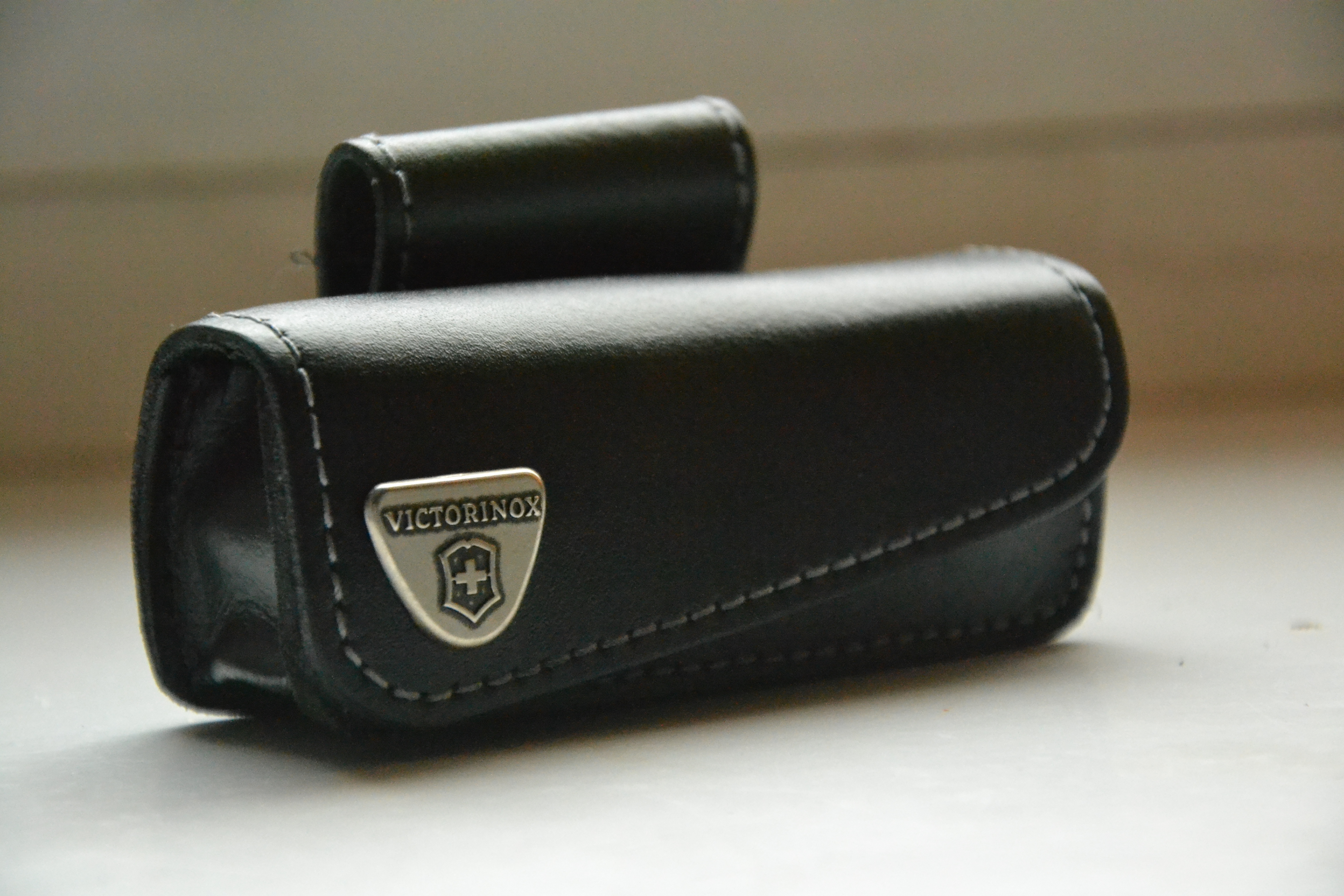
Etui na scyzoryki 91 mm (model: 4.0521.3H

Do wszystkich tych narzędzi proponowane są pokrowce, zamienniki, ostrzałki, smary i inne akcesoria.
Firma produkuje także sztućce kuchenne, w tym wysokiej jakości noże kuchenne.
Od niedawna można także kupić zegarki, odzież, a także artykuły do podróży biznesowych ze znakiem firmy.

## Victorinox w kulturze
Wyrażenie frazeologiczne „szwajcarski scyzoryk” stało się, dzięki rozpowszechnieniu szwajcarskich noży oficerskich, synonimem niezawodnego, zawsze przydatnego narzędzia.
W serialu telewizyjnym MacGyver, emitowanym w latach 80. i 90., główny bohater Angus MacGyver regularnie używał scyzoryka firmy Victorinox.